# Friend Opportunity
Friend Opportunity è l'ottavo album in studio del gruppo musicale statunitense Deerhoof, pubblicato nel 2007. Le venti diverse copertine del disco vennero realizzate da David Shrigley.

## Tracce
1. The Perfect Me – 2:40
2. +81 – 3:03
3. Believe E.S.P. – 3:07
4. The Galaxist – 2:40
5. Choco Fight – 3:01
6. Whither the Invisible Birds? – 2:11
7. Cast Off Crown – 2:47
8. Kidz Are So Small – 1:59
9. Matchbook Seeks Maniac – 3:23
10. Look Away – 11:45

## Formazione
- John Dieterich – chitarra
- Satomi Matsuzaki – basso, voce
- Greg Saunier – batteria, voce